# Pampaphoneus
Pampaphoneus is een geslacht van uitgestorven therapsiden, behorend tot de familie Anteosauridae van de Dinocephalia. Het dier leefde tijdens het Midden-Perm in Zuid-Amerika.

## Fossiele vondsten
Fossielen van Pampaphoneus zijn gevonden in het Morro Pelado-lid van de Rio do Rasto-formatie in de Brazilaanse deelstaat Rio Grande do Sul. De eerste vondsten werden in 2012 beschreven met P. biccai als typesoort. De vondsten dateren uit het Wordien of vroegste Capitanien met een ouderdom tussen de 268 en 265 miljoen jaar.

## Kenmerken
Pampaphoneus had een schedel van ongeveer 32 cm en een totale lengte van twee tot drie meter met een geschat gewicht van circa 400 kg. De schedel kenmerkt zich door lichte pachyostose, een lange robuuste snuit en een gebit met sterk gekromde haakachtige hoektanden en gezaagde kiezen. De beet was krachtig genoeg om botten te kraken zoals bij hedendaagse hyena's. Pampaphoneus had een lang en sterk gebouwd lichaam met korte stevige poten. Het was een carnivoor dat jaagde op kleine tot middelgrote dieren zoals de pareiasauriër Provelosaurus en dicynodonten.

## Verwantschap
Pampaphoneus behoort tot de onderfamilie Syodontinae van de Anteosauridae. Verwanten zijn bekend uit Rusland en Zuid-Afrika.